# Pintura 1962-63
Pintura 1962 – 63 és un curtmetratge experimental rodat l'any 1962 per Ton Sirera. El film té una duració de 5 minuts 10 segons i va ser rodat en 16 mm. Pintura 1962 – 63 forma part de la llista dels bàsics de cinema català.

## Argument
Pintura 1962 – 63 és un apropament a la Història de l'art. Caravaggio, Rembrandt, Van Gogh, Cézanne, Gris, Picasso, Mondrian i Kandinski apareixen en els primers fotogrames. A partir d'aquí Sirera transporta a l'espectador als inicis del procés creatiu. El film passa per diverses fases i acaba en un llenç blanc.